# Pedro Paulo Paes de Carvalho
Pedro Paulo Paes de Carvalho (Belém, Pará, 31 de julho de 1890 – Rio de Janeiro, 8 de junho de 1980) foi um médico brasileiro.
Foi eleito membro da Academia Nacional de Medicina em 1938, ocupando a cadeira 24, da qual é patrono.